# 碇朋子
碇 朋子（いかり ともこ、1971年 - ）は、日本の経済学者。明星大学准教授。専門分野はマーケティング、消費者行動論。

## 略歴
- 1971年、茨城県日立市出身
- 1990年、茨城県立水戸第一高等学校卒業
- 1994年、東京大学文学部卒業
- 1996年、東京大学大学院人文社会系研究科修士課程修了
- 2000年、慶應義塾大学大学院経営管理研究科後期博士課程単位取得退学
- 2001年、静岡県立大学助手
- 立教大学非常勤教員
- 元専修大学非常勤教員（～2016年度）
- 2005年 明星大学経済学部専任講師
- 2015年 同大学准教授